# Live in Ukraine
Live in Ukraine ist eine Doppel-CD / -DVD der britischen Rockband Queen + Paul Rodgers.

## Hintergrund
Das Konzert fand anlässlich eines Hilferufs der Anti-AIDS-Stiftung der Ukraine statt. Das Land hatte die höchste Rate an Neuinfektionen der Immunschwächekrankheit HIV verzeichnet und bat die Mitglieder von Queen zur Unterstützung. Diese inszenierten daher ein Benefiz-Konzert. Es war der letzte Auftritt von Queen mit Paul Rodgers.
Das Konzert wurde am 12. September 2008 auf dem Freiheitsplatz in Charkiw, Ukraine während der Rock the Cosmos- Tour aufgenommen und mitgeschnitten. 350.000 Zuschauer besuchten das Konzert, das live im Radio und Fernsehen ausgestrahlt wurde und so ein internationales Publikum von über zwei Millionen Menschen erreichte. Aufgeführt wurden nicht nur Queen-Titel, sondern auch einige Lieder von Paul Rodgers’ ehemaligen Bands Free und Bad Company. Für die Queen-Titel Bijou und Bohemian Rhapsody wurden Ton- und Bildaufnahmen von Freddie Mercury eingespielt. Teile von Bohemian Rhapsody wurden auch mit ebensolchen Aufnahmen vom ehemaligen Bandmitglied John Deacon untermalt. Teile des Songs wurden aber auch live eingespielt. Als Gastmusiker traten ebenfalls Spike Edney (Keyboard, Gesang), Jamie Moses (Gitarre, Gesang) und Danny Miranda (Bass, Akustikgitarre, Gesang) auf.
Die DVD erschien in verschiedenen Versionen, unter anderem mit Audio-CD am 12. Juni 2009 über EMI.

## Titelliste
1. One Vision (John Deacon, Brian May, Freddie Mercury, Roger Taylor) – 4:03
2. Tie Your Mother Down (May) – 2:29
3. The Show Must Go On (Deacon, May, Mercury, Taylor) – 4:37
4. Fat Bottomed Girls (May) – 5:00
5. Another One Bites the Dust (Deacon) – 3:35
6. Hammer to Fall (May) – 3:42
7. I Want It All (Deacon, May, Mercury, Taylor) – 4:10
8. I Want to Break Free (Deacon) – 3:55
9. Seagull (Paul Rodgers, Mick Ralphs) – 4:50
10. Love of My Life (Mercury) – 5:45
11. ’39 (May) – 4:37
12. Drum Solo (Taylor) – 5:00
13. I’m in Love with My Car (Taylor) – 3:42
14. Say It’s Not True (Taylor) – 4:02
15. Shooting Star (Rodgers) – 6:21
16. Bad Company (Simon Kirke, Rodgers) – 5:36
17. Guitar Solo (May) – 3:58
18. Bijou (Queen) – 2:07
19. Last Horizon (May) – 4:32
20. Crazy Little Thing Called Love (Mercury) – 4:04
21. C-lebrity (Taylor) – 3:52
22. Feel Like Makin’ Love (Rodgers, Ralphs) – 6:45
23. Bohemian Rhapsody (Mercury) – 5:53
24. Cosmos Rockin’ (Taylor) – 4:28
25. All Right Now (Andy Fraser, Rodgers) – 5:31
26. We Will Rock You (May) – 2:19
27. We Are the Champions (Mercury) – 2:59
28. God Save the Queen (May) – 2:05
29. A Kind of Magic (Taylor) – 5:43
30. Radio Ga Ga (Taylor) – 6:15

## Rezeption
Sowohl für Kritiker, als auch für Fans, war die Zusammenarbeit zwischen Queen und Paul Rodgers immer eine zwiespältige Angelegenheit. So ist auch die DVD für die meisten eine schwierige Zusammenkunft.

„Den 350.000 Anwesenden ist das schnurz, die feiern an dem Abend Queen ab, eine der größten Rockbands dieses Planeten, die leider Gottes nicht mehr mit ihrem Original-Frontmann auftreten kann, aber stattdessen eben ein paar ihrer unsterblichen Klassiker mit einem nicht wirklich schlechten Sänger auf die Bühne bringt. Dem Mann fehlt zwar immer wieder der echte Saft, um die Songs authentisch zu bringen (…), aber es gibt auch durchaus gute Momente auf der DVD.“